# Kastrytjnitski rajon, Vitsebsk
Kastrytjnitski rajon är en rajon i staden Vitsebsk, som även tillhör Vitsebsks voblast, i den nordöstra delen av landet, 220 km nordost om Belarus huvudstad Minsk.
Runt Kastrytjnitski rajon är det i huvudsak tätbebyggt. Runt Kastrytjnitski rajon är det ganska tätbefolkat, med 139 invånare per kvadratkilometer.